# Pygopleurus libanonensis
Pygopleurus libanonensis es una especie de coleóptero de la familia Glaphyridae.

## Distribución geográfica
Habita en Líbano, Israel, Siria y  Turquía.